# 圖書館裡的貓
《圖書館裡的貓》（英語：Dewey: The Small-Town Library Cat Who Touched the World）是美國著名圖書館貓杜威·樂讀·布克斯的傳記，於2008年出版，作者是曾任史班賽公共圖書館館長的薇琪·麥蓉和書刊編輯布雷·威特（Bret Witter）。
該書出版後廣受歡迎，被翻譯成多國語言，並在全球售出一百萬本，登上《紐約時報》、《華爾街日報》等各大媒體的暢銷書排行榜。
2010年，薇琪·麥蓉和布雷·威特推出了續集《杜威的九生九世》。

## 背景
1988年的一個冬日，還是小貓的杜威·樂讀·布克斯被愛荷華州史班賽公共圖書館發現和收養，從此在該處住上數十年，受到小鎮居民的歡迎，甚至世界各地也有不少慕名而來見牠的訪客。圖書館女館長薇琪·麥蓉與其他工作人員對杜威有著深厚的感情，杜威甚至成為薇琪·麥蓉對抗癌症的動力，還間接改善了麥蓉與其女兒裘蒂的關係。

## 中文版本
2009年，《圖書館裡的貓》的簡體中文版本由上海译文出版社引进出版。同年，臺灣的皇冠出版社出版繁體中文版本。

## 評價
美國作家、暢銷書《諾頓三部曲》作者彼得·蓋澤斯表示：「我的『諾頓』鐵定會非常非常喜歡杜威——這隻貓和這本書！」。而前愛荷華州長夫人克莉絲汀·薇莎克則讚許說：「薇琪這本精采動人的傳記，為史班賽這隻赫赫有名的圖書館人氣貓加持出了第十條性命！」。
在《圖書館裡的貓》於臺灣出版時，作家深雪、臺北市流浪貓保護協會理事長崔智映、中華民國流浪動物花園協會秘書長Steel等人皆表示推薦及作出正面評價。

## 改編作品
新線影業在《圖書館裡的貓》出版後買下了該書的改編權，計畫拍攝電影《杜威》（Dewey），預定由梅莉·史翠普出演主角薇琪·麥蓉，马迪·伯恩和威克·格德菲伊擔任執行製片人，帕米拉·格雷撰寫劇本。但該電影的拍攝終被擱置，薇琪·麥蓉本人也不滿意劇本的內容。

## 外部連結
- 杜威·樂讀·布克斯網站（页面存档备份，存于）（英文）
- 史班賽公共圖書館官網 （英文）